# Arrieta (Paesi Baschi)
Arrieta è un comune spagnolo di 521 abitanti situato nella comunità autonoma dei Paesi Baschi.